# R142
Le R142 sono una serie di 1 030 carrozze della metropolitana di New York operanti nella divisione A e realizzate dalla Bombardier Transportation tra il 1999 e il 2003. Fanno parte della famiglia dei New Technology Train.

## Storia
Il 30 aprile 1997, la Metropolitan Transportation Authority approvò l'acquisto di 680 carrozze realizzate dalla Bombardier Transportation, le R142, e di 400 realizzate dalla Kawasaki Heavy Industries, le R142A, per un totale di 1 080 carrozze. L'ordine iniziale era di 740 carrozze ma grazie alla forte concorrenza tra le aziende, la MTA riuscì ad ordinarne altre 340 allo stesso prezzo di 1,45 miliardi di dollari. L'accordo storico arrivò dopo numerose trattative e rappresentò all'epoca il più grande acquisto di carrozze nella storia della metropolitana di New York.
Le carrozze furono costruite tra il 1999 e il 2003 nelle fabbriche della Bombardier di La Pocatière in Québec e di Barre in Vermont e infine assemblate nello stabilimento di Plattsburgh, nello Stato di New York. Le prime dieci carrozze R142 vennero consegnate il 16 novembre 1999 e il successivo 10 luglio 2000 entrarono ufficialmente in servizio sulla linea 2, dopo diversi mesi di test e dopo la risoluzione di tutti i problemi riscontrati.

## Caratteristiche
Tutte le 1 030 carrozze R142 sono dotate di motori Alstom ONIX AC, di frenata elettronica, di climatizzazione automatica, di schermi elettronici e di un sistema di interfono. Inoltre, gli interni e gli esterni sono stati curati dallo studio Antenna Design. Esistono due tipi di carrozze, quelle A che possiedono la cabina di guida e quelle B che ne sono prive. Le carrozze A sono alimentate da 4 motori e le porte per i passeggeri sui due lati sono tra di loro allineate; le carrozze B sono alimentate da 2 motori posti all'estremità della carrozza e le porte per i passeggeri sui due lati sono sfalsate.

## Utilizzo
Le carrozze R142 sono così assegnate alle diverse linee: 340 carrozze, cioè l'equivalente di 34 treni, alla linea 2, 220 carrozze, cioè l'equivalente di 22 treni, alla linea 4 e le restanti 340 carrozze alla linea 5. I depositi assegnati alle carrozze sono invece quelli di East 180th Street, 239th Street e Jerome.